# Vysoká (Bruntáli járás)
Vysoká (németül: Waissak) község Csehországban, Bruntáli járásban. Vysoká Jindřichov, Liptaň és Dívčí Hrad településekkel határos. Lakosainak száma 328 fő (2024. január 1.).

## Népesség
A település lakosságának változását az alábbi diagram mutatja:
| Lakosok száma | 1973 | 1793 | 1379 | 569  | 394  | 302  | 328  | 309  | 292  | 328  |
|               | 1869 | 1890 | 1921 | 1950 | 1980 | 2001 | 2017 | 2019 | 2022 | 2024 |